# 虹韻助聽器
虹韻助聽器是台灣西嘉助聽器的代理商（原西門子助聽器），也是台灣助聽器通路商之一，成立於1997年。2011年，代理世界前三大品牌助聽器品牌西門子、峰力（Phonak）、音特耳（INTERTON）與聽力輔具貝爾曼（BELLMAN）。目前全台共有55間直營門市。

## 外部連結
- 虹韻助聽器官方網站 （页面存档备份，存于）
- 切入助聽器市場　明基聽力結盟虹韻聽力
- 明基醫成立明基聽力 將投入1億元
- 明基聽力結盟虹韻聽力 （页面存档备份，存于）